# Onthophagus kirokanus
Onthophagus kirokanus är en skalbaggsart som beskrevs av Frey 1975. Onthophagus kirokanus ingår i släktet Onthophagus och familjen bladhorningar. Inga underarter finns listade i Catalogue of Life.